# Фебруус
Фебруус (лат. Februus) — этрусский бог подземного царства, где обитают души умерших, также податель богатства, смерти, очищения. В древнеримской религии Фебруус был богом очищения. Функции бога подземного мира выполнял Плутон. От имени Фебрууса происходит название месяца февраль у римлян.
Обряды очищения (februa, februare, februum), которые приходились на праздник Луперкалий (15 февраля — dies februatus), выпадали по староримскому лунному календарю на полнолуние. Эти обряды совпадали по времени с Луперкалиями, празднеством в честь бога Фавна. Из-за этого совпадения два бога (Фавн и Фебруус) часто рассматривались как один персонаж.